# ولز جنوبی

نقشه ولز جنوبی، ترکیبی از تعاریف رایج ولز جنوب شرقی و جنوب غربی، از جمله کارمارتنشر و پمبروکشر، که ممکن است ولز غربی نیز در نظر گرفته شود. مناطقی که به رنگ قرمز روشن هستند از نظر تاریخی به عنوان ولز جنوبی در نظر گرفته می‌شوند، اما امروزه ممکن است ولز میانی در نظر گرفته شوند.

جنوب ولز (ویلزی: De Cymru) یک منطقه محدود از ولز است که از شرق با انگلستان و از شمال با ولز میانه هم‌مرز است.